# Junka UL
 (avril 2024).
Le Junka UL est un ULM multi-axes français à deux places à moteur unique et aile basse. Il est produit par la société Junkers Profly à Haguenau,,.

## Conception
Structurellement, le Junka UL est en bois et toile.